# Nowyja Borki
Nowyja Borki (biał. Новыя Боркі; ros. Новые Борки, Nowyje Borki) – wieś na Białorusi, w obwodzie brzeskim, w rejonie małoryckim, w sielsowiecie Mokrany, przy granicy z Ukrainą.